# Fabian Guedes
Fabian Guedes (* 16. August 1980, Santa Cruz do Sul, Brasilien), auch bekannt als Bolívar, ist ein ehemaliger brasilianischer Fußballspieler und aktiver Fußballtrainer.

## Karriere

### Als Spieler
Bolívars Profikarriere fing 1999 beim Guarani FC in Brasilien an. Dort war er erst für zwei Spielzeiten tätig, ehe er über die Stationen Grêmio Porto Alegre und Joinville EC nochmals für eine Saison bei Guarani unter Vertrag stand. 2001 konnte er mit Grêmio die Landesmeisterschaft sowie die Copa do Brasil gewinnen. 2003 wechselte er zum Internacional Porto Alegre, wo er mit dem Team dreimal die Staatsmeisterschaft von Rio Grande do Sul gewinnen konnte. Seinen bisher größten Erfolg feierte Bolívar kurz vor seinem Abschied aus Brasilien. Mit Porto Alegre erreichte er das Finale der Copa Libertadores 2006 und man setzte sich mit einem Gesamtergebnis von 3:2 gegen FC São Paulo durch. Mit Beginn der Spielzeit 2006/2007 wagte er den Schritt nach Europa und schloss sich dem Ligue-1-Vertreter AS Monaco an. Die Ablösesumme betrug 3 Millionen €. In Monaco unterschrieb er einen Vertrag bis 2010.
Am 4. Spieltag seiner ersten Saison in Frankreich gab er beim 2:1 gegen den CS Sedan sein Debüt in Frankreichs höchster Spielklasse. Gleich beim ersten Auftritt für seinen neuen Arbeitgeber gelang ihm ein Treffer, ins eigene Tor. Seitdem hat er stetig konstante Leistungen gebracht und etablierte sich in der Innenverteidigung des AS Monaco. In seiner ersten Saison kam er auf 34 Einsätze und die Mannschaft erreicht Platz 9 in der Liga. Obwohl er auch im zweiten Jahr einen Stammplatz innehatte, kehrte Bolívar im Sommer 2008 wieder nach Brasilien zurück und unterzeichnete einen neuen Vertrag bei seinem alten Arbeitgeber Internacional. An diesem wurde er für die Saison 2008/09 ausgeliehen. 2008 spielte er hier noch bis Dezember in der Série A 2008 und der Copa Sudamericana 2008. Diese konnte Guedes mit Internacional am 3. Dezember gegen Estudiantes de La Plata gewinnen. Im Juni 2009 wechselte Guedes dann fest zu Internacional. In der Saison 2010 konnte er mit dem Klub erneut die Libertadores gewinnen.
Zur Saison 2013 ging Guedes nach Rio de Janeiro zum Botafogo FR. In der  Série A 2013 erreichte man den vierten Platz, im  nächsten Jahr nur och den 19. Platz und musste absteigen. Guedes verließ daraufhin den Klub. 2015 verbrachte er noch in den unterklassigen Klubs EC Novo Hamburgo und Associação Portuguesa de Desportos, wo er dann seine aktive Laufbahn beendete.

### Als Trainer
Seit 2018 arbeitet Guedes als Trainer. Bislang hatte er nur Engagements in unterklassigen Klubs ohne nennenswerten Erfolg.

## Erfolge
Grêmio
- Staatsmeisterschaft von Rio Grande do Sul: 2001
- Copa do Brasil: 2001

Internacional
- Staatsmeisterschaft von Rio Grande do Sul: 2003, 2004, 2005, 2009, 2011, 2012
- Copa Libertadores: 2006, 2010
- Copa Sudamericana: 2008
- Recopa Sudamericana: 2011

Botafogo
- Taça Guanabara: 2013
- Taça Rio: 2013
- Staatsmeisterschaft von Rio de Janeiro: 2013